# الجسيمات النانوية المستخدمة في توصيل العقاقير إلى الدماغ
الجسيمات النانوية المستخدمة في توصيل العقاقير إلى الدماغ (بالإنجليزية:Nanoparticles for drug delivery to the brain) هي وسيلة لنقل جزيئات العقاقير عبر الحاجز الدموي الدماغي باستخدام الجسيمات النانوية. وهذه العقاقير تعبر الحاجز الدموي الدماغي وتوصل الأدوية إلى الدماغ لغرض معالجة الاضطرابات العصبية دوائيا. وتشمل هذه الاضطرابات مرض باركنسون ومرض الزهايمر والفصام والاكتئاب وأورام الدماغ. ويعد عدم وجود وسيلة توصيل كافية حقيقية للعقاقير عبر الحاجز الدموي الدماغي إلى الآن يعد جزءا من الصعوبة في إيجاد علاج اضطرابات الجهاز العصبي المركزي. وتعد المضادات الحيوية ومضادات الأورام ومجموعة متنوعة من الأدوية الفعالة للجهاز العصبي المركزي وخصوصا البيبتيدات العصبية، تعد أمثلة قليلة من الجزيئات التي يمكنها عبور الحاجز الدموي الدماغي وحدها. وبمساعدة أنظمة توصيل الجسيمات النانوية، وعلى الرغم من ذلك، أظهرت الدراسات أن بعض العقاقير يمكنها الآن عبور الحاجز الدموي الدماغي وحتى إنها تظهر أقل سمية كما أنها تقلل الآثار السلبية في الجسم كله.
تعد السمية مفهوما مهما للصيدلة وذلك لأن مستويات السمية المرتفعة في الجسم قد تكون مضرة للمريض من خلال التأثير على الأعضاء الأخرى وتعطيل وظيفتها.
وعلاوة على ذلك، فليس الحاجز الدموي الدماغي هو الناقل الفسيولوجي الوحيد لتوصيل العقاقير إلى المخ، فثمة عوامل بيولوجية أخرى تؤثر في كيفية نقل العقاقير عبر الجسم وكيفية استهدافها مواقع محددة من أجل التعامل معها وتشمل بعض هذه العوامل المرضية تغييرات تدفق الدم والاستسقاء وزيادة الضغط داخل الجمجمة واضطرابات التمثيل الغذائي والتعبير الجيني المتغير وتصنيع البروتين. وعلى الرغم من وجود العديد من العوائق التي تصعب من تطوير نظام توصيل قوي، فإن الجسيمات النانونية توفر آلية واعدة لنقل العقاقير إلى الجهاز العصبي المركزي

## أنواع الجسيمات المستخدمة في توصيل العقاقير

### ذات قواعد دهنية

الجسيم الشحمي تظهر طبقة ثنائية الدهون الفسفورية تحيط بالأحشاء المائية

ويتضمن أحد أنواع الجسيمات النانوية استخدام الجسيمات الشحمية كناقلات لجزيئات العقاقير. ويوضح الرسم التخطيطي على اليسار جسيمات الجسيمات الشحمية القياسية. وتمتلك الجسيمات الشحمية طبقة ثنائية الشحوم المفسفرة تفصل داخل الخلية عن خارجها. وتمتلك الجسيمات الشحمية القدرة على حماية العقاقير من الانحلال واستهداف المواقع للتعامل معها وتقليل السمية والآثار السلبية. ومن الممكن تصنيع الجسيمات النانوية الدهنية عن طريق التجنيس عالي الضغط، وسيلة حالية تستخدم في إنتاج المستحلبات الوريدية. وفي نهاية المطاف يمكن أن تشكل هذه العملية تشتت موحد لقطرات صغيرة في المادة السائلة عن طريق تقسيم الجزيئات حتى يتم الحصول على الاتساق المطلوب. وبالفعل تُقاس عملية التحجيم هذه وتستخدم في صناعة المواد الغذائية، الأمر الذي يجعلها (الجسيمات النانوية) أكثر جاذبية للباحثين ولصناعة توصيل العقاقير.
ومن الممكن أيضا توظيف الجسيمات النانوية عن طريق توصيل جزيئات متنوعة على السطح من أجل تعزيز وصول الدواء الذي يستهدف المخ.

### الجسيمات الشحمية الموجبة
الجسيمات الشحمية الموجبة هي نوع آخر من الجسيمات النانوية الدهنية التي يمكن أن تستخدم في توصيل العقاقير إلى المخ. وهذه الجسيمات الشحمية هي تلك الجسيمات التي تكون موجبة الشحنة. ويعد(مزدوج الألفة) ( bolaamphiphiles)أحد أمثلة الجسيمات الشحمية الموجبة والتي تحتوي على مجموعات مائية تحيط بسلسلة كارهة للماء لتقوية حد الحويصلة النانوية التي تحتوي على العقار.
وتتمكن الحويصلات النانوية مزدوجة الألفة ( bolaamphiphiles )من عبور الحاجز الدموي الدماغي وتسمح هذه الحويصلات بتحرير محكم للعقاقير لاستهداف المواقع. ومن الممكن أيضا تكوين ليبوليسكات مركب من محاليل الجسيمات الشحمية الموجبة والأحماض النووية لتوليد عوامل التعدي.
وتعبر الجسيمات الشحمية الموجبة الحاجز الدموي الدماغي من خلال الادمصاص متواسط الالتقام المتبوع بالتدخيل في إندوسومات بطانة غشائية. ومن المحتمل إحداث تغييرات مادية في الخلايا بسبب تعداء الخلايا البطانية من خلال استخدام الليبوليكسات (مركب من محاليل الجسيمات الشحمية الموجبة والأحماض النووية).ومن المحتمل أن تعمل هذه التغييرات المادية على تحسين طريقة عبور بعض ناقلات عقاقير الجسيمات النانوية إلى الحاجز الدموي الدماغي.

### الدهون الصلبة

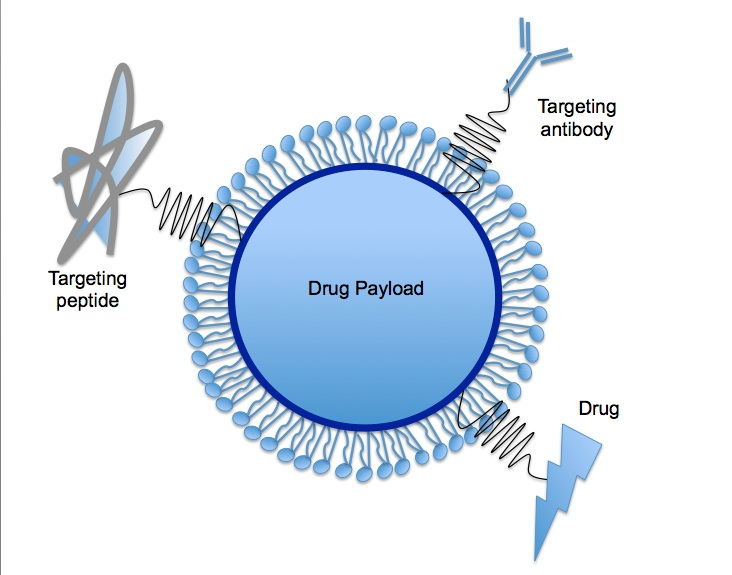
الجسيمات النانونية صلبة الدهون

ثمة طبقة دهون فسفورية واحدة فقط وذلك لأن داخل الجسيم يكون صلبا. ومن الممكن أن تكون الجزيئات مثل الأجسام المضادة والببتيدات المستهدفة وجزيئات العقاقير ملتحمة بسطح الجسيمات النانوية صلبة الدهون كما هو ظاهر بالرسم يسارا.
وتكون أيضا الجسيمات النانوية صلبة الدهون عبارة عن جسيمات نانوية ذات باطن صلب كما هو موضح في الرسم التخطيطي على اليمين. ومن الممكن إنتاج الجسيمات النانوية صلبة الدهون عن طريق استبدال الزيت الدهني السائل المستخدم في عملية الاستحلاب بالدهون الصلبة. وفي الجسيمات النانوية الصلبة، يتم إحلال جزيئات العقاقير في نواة الجزئ الدهنية الصلبة الكارهة للماء, وهذا ما يسمى تحميل العقاقير، وتكون محاطة بمحلول مائي ويستخدم العديد من الدهون الثلاثية والأحماض الدهنية والمواد الشمعية في تصنيع الدهون الصلبة النانوية ومن الممكن استخدام التجنيس عالي الضغط أو الاستحالب الجزئي في التصنيع. وعلاوة على ذلك، من الممكن أن يؤدي دمج سطح الجسيمات النانوية الدهنية الصلبة مع البولي إثيلين جليكول إلى زيادة النفاذية عبر الحاجز الدموي الدماغي.

### المستحلبات النانوية
ثمة شكل آخر لأنظمة توصيل الجسيمات النانوية وهو مستحلبات الزيت في الماء المفعلة بمقياس النانو. وتستخدم هذه العملية زيوت شائعة سهلة الاندماج مثل الدهون الثلاثية والأحماض الدهنية وتخلطهم بالماء في وجود مخفضات للتوتر السطحي مطلية على سطح الجزيئات. وتحتوي الزيوت الغنية بالأوميجا - 3 على العوامل تساعد على اختراق التقاطعات الضيقة بالحاجز الدموي الدماغي.

### ذات قواعد بوليميرية

فرع البوليمر

هناك جسيمات نانوية أخرى وهي ذات قواعد بوليميرية, وهذا يعني أنها تصنع من بوليمر طبيعي مثل حمض البويلاكتيك والبولي دي إل جاليكولايد والبولي لاكتيد –كو–جلايكولايد والبولي سيانواكروليت. وقد وجدت بعض الدراسات أن الجسيمات النانوية البوليمرية قد توفر نتائج أفضل لتوصيل العقاقير نسبة للجسيمات النانوية ذات القواعد الدهنية لأنها قد تزيد من استقرار العقاقير أو البروتينات التي تُنقل. وقد تحتوي أيضا الجسيمات النانوية البوليمرية على آليات مقننة للتحكم في إطلاق الدواء.
يكون للجسيمات النانوية المصنوعة من البوليمرات الطبيعية القابلة للتحلل يكون لها القدرة على استهداف أعضاء وأنسجة معينة في الجسم وذلك من أجل حمل الحمض النووي للمعالجة الجينية وتوصيل جزيئات أكبر مثل البروتينات والبيبتيدات وحتى الجينات. ومن أجل تصنيع هذه الجسيمات النانوية البوليمرية، تُذاب أولا جزيئات العقاقير وبعد ذلك تُغلف أو ثُلصق بقالب الجسيمات النانوية البوليمرية. ومن الممكن بعد ذلك الحصول على ثلاثة هياكل مختلفة من هذه العملية وهي: الجسيمات النانوية والكابسولات النانوية التي تغلف فيها العقاقير والمحاطة بالقالب البوليمري( والكريات النانوية )والتي تنثر العقاقير في أنحاء القالب البوليمري في شكل كروي.
ومن أهم مميزات أنظمة توصيل الجسيمات النانوية هي أنها يجب أن تكون قابلة للتحلل الحيوي خلال أيام قليلة. ومن المواد البوليمرية القليلة الشائعة المستخدمة في دراسات توصيل العقاقير نجد عديدات البوتيل سينانو أكريلات (بولي بوتاسيم سيانواكروليت) وعديدات إليزوسداسي سيانواكروليت) وحمض البولي لاكتيك أو البولي لاكتيد – كو – جلايكولايد.
ويعد أيضا ألبومين المصل البشري والشيتوزان من المواد ذات الأهمية. ويخضع البولي بوتيسيانواكروليت للتحلل من خلال الانشقاق الإنزيمي. كما يثبت البولي بوتيسيانواكروليت أنه المادة الأسرع القابلة للتحلل الحيوي، وذلك من خلال دراسات تظهر انخفاضا بمقدار 80 ٪بعد 24 ساعة من الحقن العلاجي الوريدي.

## آليات التوصيل

### الجسيمات الشحمية
يعد الانتشار الحر بوساطة الدهون آلية لنقل الجسيم الشحمي عبر الحاجز الدموي الدماغي نوع من أنواع الانتشار المهيأ أو الالتقام بوساطة الدهون. ويوجد العديد من مستقبلات البروتين الدهني التي ترغم البروتينات الدهنية على تكوين المركبات التي تعمل على نقل نظام التوصيل النانوي للجسيمات الشحمية عبر الحاجز الدموي الدماغي والبروتين الدهني aopoe هو البروتين الذي يسهل نقل الدهون والكوليسترول. ويرتبط هذا البروتين مع الجزيئات النووية لتكوين مركب يقوم بالارتباط بمستقبل بروتين دهني منخفض الكثافة. في الحاجز الدموي الدماغي ويسمح بحدوث نقل الدواء.

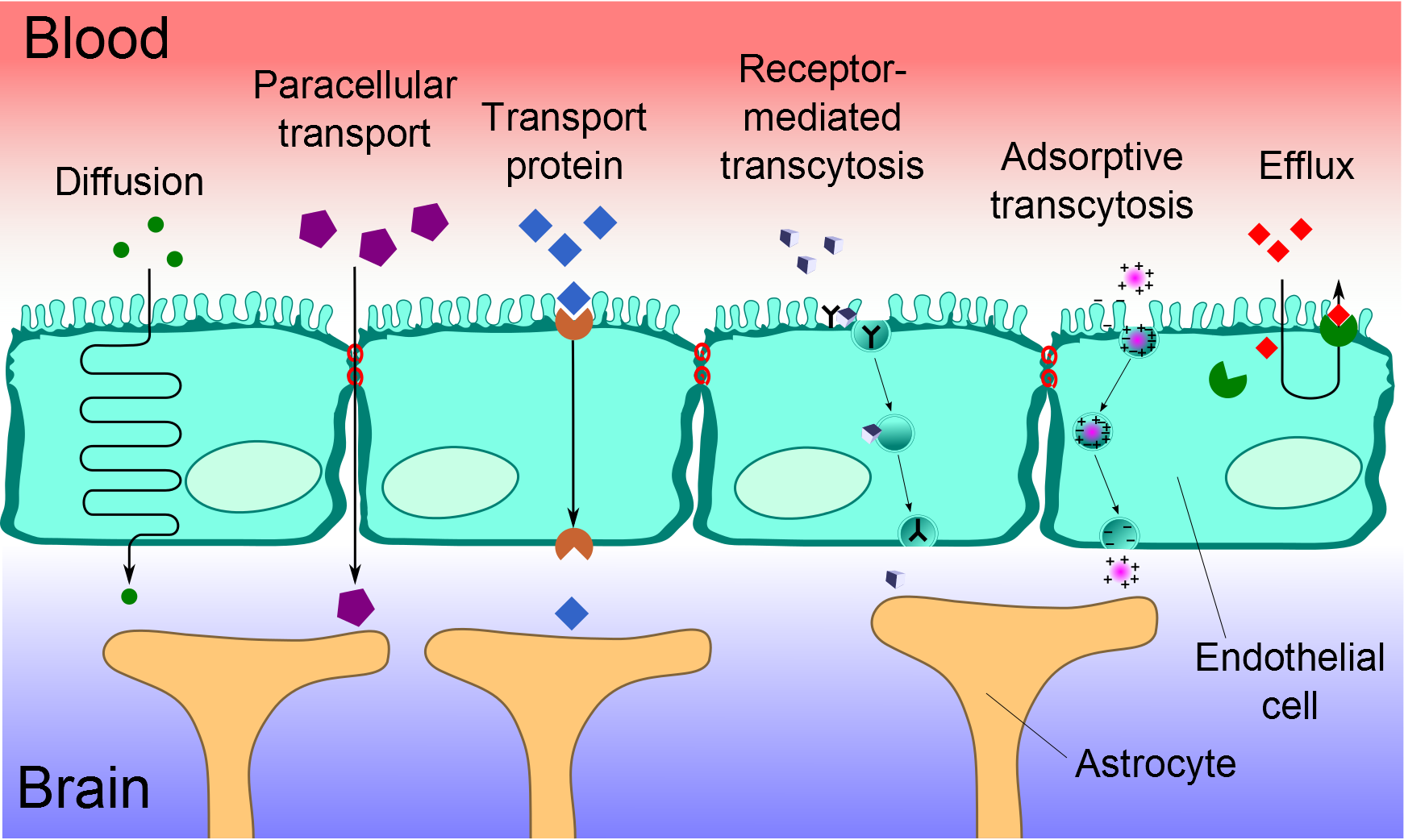
يوضح هذا الرسم طرق عدة يعمل بها النقل عبر الحاجز الدموي الدماغيزوبالنسبة لتوصيل الجسيمات النانونية عبر الحاجز الدموي الدماغي ,فإن أكثر الآليات شيوعا هي الالتقام العابر بواسطة المستقبلات والالتقام العابر الادمصاصي.

### الجسيمات النانوية البوليمرية
وُصفت آلية نقل الجسيمات النانوية القائمة على البوليمر عبر الحاجز الدموي الدماغي بأنها التقام بوساطة مستقبلات تقوم به الخلايا البطانية الشعرية للدماغ وبعد ذلك يحدث الالتقام العابر لنقل الجسيمات النانوية عبر التقاطعات الضيقة للخلايا البطانية إلى الدماغ. الجسيمات النانوية يغطى سطحها بمواد لتقليل التوترالسطحي مثل بوليسوربات 80 أو بولوكسامير 188 من أجل زيادة امتصاص العقاقير بالدماغ  وتعتمد هذه الآلية أيضا على مستقبلات متمركزة على السطح اللمعي للخلايا البطانية بالحاجز الدموي الدماغي.
والمستقبلات الإضافية المحددة للالتقام بوساطة المستقبلات لأنظمة توصيل الجسيمات النانوية هي المستقبلات الكاسحة من النوع 1 الفئة ب ومستقبلات البروتين الشحمي منخفض الكثافة )مستقبلات البروتين الشحمي المتعلقة بالبروتين ومستقبلات ترانسفيرين ومستقبلات الأنسولين. وما دام المستقبل متواجدا على السطح البطاني للحاجز الدماغي الدموي، فمن الممكن أن يلتصق أي رابط بسطح الجسيمات النانوية من أجل حثها على القيام بوظيفتها حتى يمكنها الربط والخضوع للالتقام.
وثمة آلية أخرى وهي الادمصاص متواسط الالتقام، وفيها تتدخل التفاعلات الكهروساكنة على التوسط لعبور الجسيمات النانوية للحاجز الدماغي الدموي. وتكون الجسيمات النانوية الشحمية الموجبة )بما في ذلك الجسيمات الشحمية الموجبة( ذات أهمية في هذه الآلية وذلك لأن شحناتها الموجبة تساعد على ربط الخلايا البطانية الدماغية. إن استخدام ببتيدات الترياق TAT وهو ببتيد مخترق للخلية لتفعيل سطح الجسيمات النانوية الشحمية الموجبة يمكن أن يحسن نقل العقاقير إلى الدماغ.

## السمية
أُجريت دراسة لتقييم آثار سمية أنظمة الجسيمات النانوية البوليمرية المحملة بالدوكسوروبيسين. وتوصلت الدراسة إلى أن الجرعات التي تصل إلى 400 ملغ / كغ من الجسيمات النانوية للبولي بوتيسيانواكروليت وحده لا تسبب أي آثار سامة على الأجهزة العضوية.ومن المحتمل أن تنسب معظم هذه الآثار السمية المنخفضة إلى الإطلاق المحكم والتوزيع الحيوي المعدَل للعقاقير بفضل مميزات نظام توصيل الجسيمات النانوية. وتعد السمية عاملا ذو أهمية بالغة ومحددا لدراسات توصيل العقاقير كما أنه يعد مجالا مهما في البحث عن توصيل الجسيمات النانوية إلى الدماغ.

## البحث
في أوائل القرن الحادي والعشرين، يجري بحث مكثف في مجال أنظمة توصيل عقاقير الجسيمات النانوية إلى الدماغ. ويعد مرض الزهايمر واحدا من الأمراض الشائعة التي يتم تدارسها اليوم في علم الأعصاب. وفوق كل شئ، أظهرت نتائج حقن العقاقير بهذه الجسيمات النانوية تحسينات ملحوظة في آثار العقاقير نسبة إلى أنظمة توصيل العقاقير الجسيمات غير النانوية. ومن المحتمل أن يقترح ذلك أن الجسيمات النانوية قد تقدم حلا واعدا لإمكانية عبور هذه العقاقير لحاجز الدماغي الدموي. ويعد تراكم الجسيمات النانوية في الجسم أحد العوامل التي لا يزال وجوب دراستها وتفسيرها قائما. ومع الحقن المتكرر طويل الأجل الذي يكون غالبا ضروريا لمعالجة الأمراض المزمنة مثل مرض الزهايمر، فمن المحتمل أن تتراكم الجسيمات النانوية البوليمرية في الجسم، مما يسبب آثارا غير مرغوب فيها. ويجب أن يخضع مجال القلق هذا إلى المزيد من التقييم لتحليل هذه الآثار المحتملة ولتحسينها.

## وصلات خارجية
- Shityakov، Sergey؛ Salvador، Ellaine؛ Pastorin، Giorgia؛ Förster، Carola (2015). "Blood-brain barrier transport studies, aggregation, and molecular dynamics simulation of multiwalled carbon nanotube functionalized with fluorescein isothiocyanate". International Journal of Nanomedicine. ج. 10: 1703–1713. DOI:10.2147/IJN.S68429. PMC:4356663. PMID:25784800.{{استشهاد بدورية محكمة}}:  صيانة الاستشهاد: دوي مجاني غير معلم (link)